# Ibón Pérez Arrieta
Ibón Pérez Arrieta (n. 9 iunie 1977, San Sebastian, Spania) este un fotbalist spaniol în prezent liber de contract. Evoluează pe postul de atacant. A jucat în Liga I în perioada 2008-2010 pentru echipa Pandurii Târgu Jiu.

## Carieră
A debutat pentru Pandurii Târgu Jiu în Liga I pe 24 februarie 2008 într-un meci pierdut împotriva echipei FC Timișoara.